# Guillermo Silveira
Guillermo Silveira García (Segura de León, 11 de janeiro de 1922-Badajoz, 11 de maio de 1987), mais conhecido como Silveira, foi um pintor e escultor espanhol basicamente autodidata, considerado pela crítica especializada como um artista «de ampla trajetória, estética renovadora e moderna para o seu tempo, […] reflexo de uma linguagem plástica própria e diferente», onde ele mistura «desenhos, óleos, guaches, látex, têmperas…», que «logo encontrou o seu caminho pessoal por meio de um formalismo ao tempo monumental e ingénuo».
Como escultor e muralista, destacam-se entre as suas obras a imagem da Virgem dos Anjos, e mais dois baixos-relevos laterais que ocupam a capela central da Porta de Palmas de Badajoz (1960), intitulada Estructura n.º 6 ou Fragua (1966), a pintura a óleo Fábricas, situada originalmente na Escola Sindical de Formação Profissional de Fregenal de la Sierra (1966), os dois mosaicos destinados a decorar o alpendre da capela-escola das «Casas Isoladas de Valdebótoa» (junho-julho de 1967), etc.
No contexto do panorama artístico regional, especialmente pictórico, em meados do século XX, representado quase exclusivamente por Eugenio Hermoso e Adelardo Covarsí, é dado como «pioneiro» da arte de vanguarda na Estremadura, em Badajoz, ao qual ele contribui com sua predileção pela escultura e pintura e o uso de novos materiais na execução da obra plástica, «por algo/pois também é escultor»:
Silveira, o primeiro inovador da estética costumbrista dominante, apresenta uma realidade deformada expressivamente, com um cenário doce e melancólico. Desde o ponto de vista técnico, a introdução de diversos materiais implica também uma abertura.— Salvador Andrés Ordax
Entre outros galardões, obteve o Primeiro Prémio e a Medalha de Ouro da IV Bienal Estremenha de Pintura pela obra Palomas blancas sobre tejado gris (Plasencia (Cáceres), maio-junho de 1970), Terceiro Prémio da Exposição Nacional de Arte Contemporânea (Sevilha, julho de 1970) por La cuerda rota, Medalha de Ouro do II Salão Municipal de Pintura e Escultura por En una esquina cualquiera (Sevilha, maio de 1975) e o Primeiro Prémio do III Concurso de Pintura Eugenio Hermoso por Hombres y máquinas (Fregenal de la Sierra (Badajoz), dezembro de 1984). Estilisticamente, foi catalogado dentro do «intimismo narrativo» pelo Museu Espanhol de Arte Contemporânea (MEAC).
Juntamente com a maior parte da sua produção artística, são conservadas várias séries de textos em prosa, poemas pequenos e declarações à imprensa, onde o autor, geralmente através da sua visão pessoal de algumas das suas obras mais representativas como Palomas blancas sobre tejado gris, En una esquina cualquiera, La cuerda rota ou Fidelidad, retratam sem crueza aqueles que sofrem com os efeitos de um «mundo tão civilizado [que] está a engolir-nos».